# Pere Joan Mayol i Caçador
Pere Joan Mayol i Caçador, (Ciutat de Mallorca, 1658 - Eivissa, 1722), jurista.
Fill del mercader Pere Onofre Mayol Bisbal i casat amb Caterina Cardell, germana del doctor Josep Cardell, rector de la Universitat Lul·liana de Mallorca. Estudià a la Universitat de Salamanca. Doctor en drets. El 1692 fou assessor del batle reial de Mallorca. També va ser jutge de la baronia de Bunyolí i consultor de la Inquisició. Partidari de Felip V en la Guerra de Successió, l'agost de 1715, un cop produïda l'ocupació borbònica de Mallorca, fou nomenat de bell nou assessor del batle pel governador marquès de Lede. Fou membre de la Reial Junta Superior de Justícia, creada el setembre de 1715 per administrar justícia mentre s'implantava la Nova Planta a la Reial Audiència. El 1717 l'Audiència el proposà en una terna per ocupar el càrrec d'assessor del veguer. El 1721 fou noment assessor d'Eivissa, on morí un any més tard. Fou el pare del jurista i ferm lul·lista Nicolau Mayol i Cardell.
És autor del Discursus regius politico-historico de Iure Supremo, tam in pace quam in bello... (1720) i de diverses al·legacions jurídiques impreses.